# جاناتان بینوتو
جاناتان بینوتو (انگلیسی: Jonatan Binotto؛ زادهٔ ۲۲ ژانویهٔ ۱۹۷۵) بازیکن فوتبال اهل ایتالیا است.
از باشگاه‌هایی که در آن بازی کرده‌است می‌توان به باشگاه فوتبال هلاس ورونا، باشگاه فوتبال اینتر میلان، باشگاه فوتبال آسکولی، باشگاه فوتبال یوونتوس، باشگاه فوتبال کیه‌وو ورونا، باشگاه فوتبال بولونیا، باشگاه فوتبال برشا، باشگاه فوتبال پیستویزه، باشگاه فوتبال تریستیانا، باشگاه فوتبال چزنا، و باشگاه فوتبال کومو اشاره کرد.
وی همچنین در تیم ملی فوتبال زیر ۲۱ سال ایتالیا بازی کرده‌است.